# Silentium videtur confessio
Silentium videtur confessio (лат. изговор: силенцијум видетур конфесио). Ћутање изгледа као одобравање. (Сенека) 

## Поријекло изреке
Изрекао Луције Енеј Сенека (лат. Lucius Annaeus Seneca) у смјени старе у нову еру. римски књижевник, главни представник модерног, „новог стила“ у време Неронове владавине.

## Значење
И ова сентенција је класична јер надживљава вјекове. И данас  када питамо  да ли је дјело учињено, или да ли нешто одобравамо, а нема одговора, ћутање значи признање, односно одобравање.